# Vetlanda község
Vetlanda község (svédül: Vetlanda kommun) Svédország 290 községének egyike.  Jönköping megyében található, székhelye Vetlanda.

## Települések
A község települései:
| Település   | Népesség | Megjegyzés         |
| ----------- | -------- | ------------------ |
| Björköby    | 312      |                    |
| Ekenässjön  | 1551     |                    |
| Holsbybrunn | 780      |                    |
| Korsberga   | 731      |                    |
| Kvillsfors  | 560      |                    |
| Landsbro    | 1454     |                    |
| Myresjö     | 644      |                    |
| Nye         | 203      |                    |
| Pauliström  | 257      |                    |
| Sjunnen     | 417      |                    |
| Skede       | 345      |                    |
| Vetlanda    | 12691    | a község székhelye |